# Biscione (araldica)

Il biscione come uno dei simboli storici della città di Milano.

Il biscione (in lingua lombarda el bisson) è un simbolo araldico. È rappresentato da un serpente ritratto nell'atto di ingoiare un fanciullo (spesso di rosso).
È l'emblema della casata nobiliare dei Visconti ed è uno dei simboli più famosi della città di Milano.
È inoltre il simbolo dell'Alfa Romeo, di Fininvest e dell'Inter.

## Descrizione

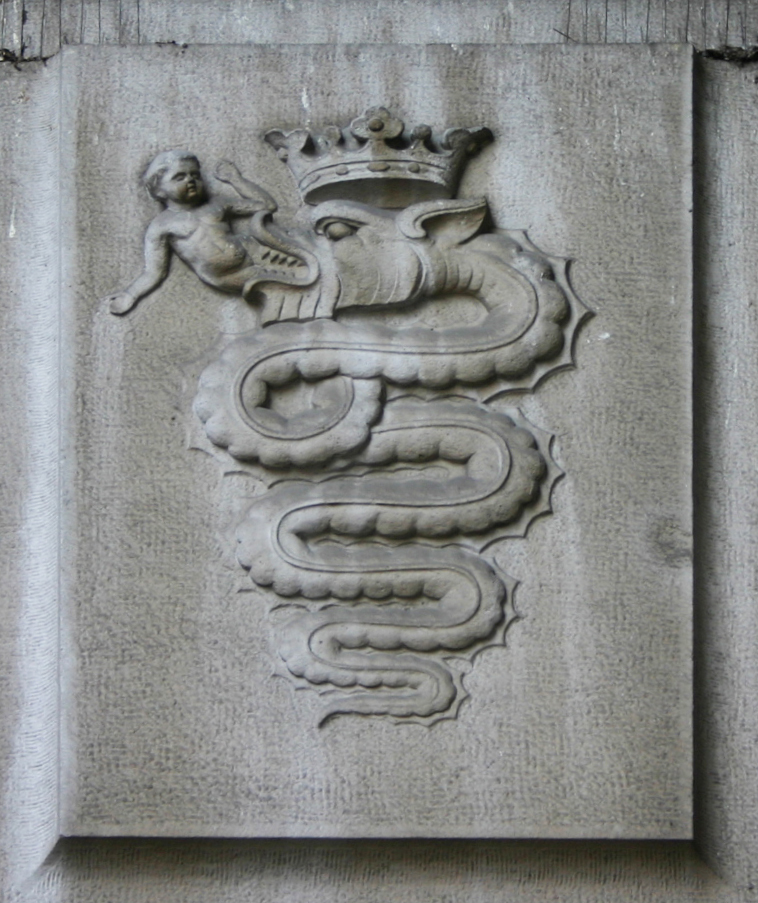
Il biscione nell'androne della stazione di Milano Centrale

Marchio dell'Alfa Romeo, dove sono presenti lo stemma di Milano e il biscione

Secondo Michel Pastoureau, nel libro Medioevo simbolico, in origine i Visconti erano soltanto i signori di Anguaria, il cui nome evoca il latino anguis ("serpente"). Nella metà del XIV secolo, per nascondere un'origine che appariva poco nobile, i Visconti introducono una leggenda eroica. Bonifacio, signore di Pavia, sposa Bianca, figlia del duca di Milano. Mentre Bonifacio combatte contro i Saraceni, il figlio viene rapito e divorato da un enorme serpente. Al rientro dalla guerra, Bonifacio si mette sulle tracce del serpente e, scovatolo, lo uccide facendogli vomitare il proprio figlio miracolosamente vivo.
L'iconografia che appare più comunemente, ovvero quella con un bambino fra le sue fauci, si ritrova come stemma dei Visconti a partire dall'XI secolo. Essi diventarono poi signori di Milano dal 1277, trasmettendo così il simbolo all'intera città, e quindi al Ducato.
Da notare come il “Biscione” visconteo abbia sempre le spire attorcigliate in 9 curve. Siccome negli stemmi spesso non riuscivano a rappresentarlo, fu invalso l’uso di disegnare un attorcigliamento completo (che vale 3 giri: due visibili e uno celato).
Con l'avvento degli Sforza, imparentatisi con i Visconti, che succedettero loro alla guida dello Stato milanese, il biscione fu mantenuto come simbolo della nuova casa ducale e rimase ben oltre a rappresentare lo Stato milanese anche sotto i sovrani spagnoli e del Sacro Romano Impero fino all'avvento dell'era napoleonica e alla sua soppressione. Il biscione fu poi riutilizzato nello stemma del Regno d'Italia napoleonico e, infine, inquartato al leone di San Marco, nello stemma del Regno Lombardo-Veneto.
Non si è ancora potuto dimostrare se i Visconti adottarono un simbolo che era già presente in città, forse come stemma dei Capitani del Comune, o se furono loro ad imporlo, una volta preso controllo di Milano. Alcuni lo hanno messo in relazione con il serpente di bronzo di Mosè, il Nehustan, una cui copia (da molti milanesi ritenuta invece autentica) si trova su un capitello nella basilica di Sant'Ambrogio. Alcune leggende affermano che il capostipite dei Visconti assunse questo stemma o strappandolo ad un infedele che aveva ucciso durante le Crociate, oppure dopo aver ucciso il drago Tarantasio.
Comunque sia l'uomo in bocca al biscione, sebbene sia araldicamente definito come "ingollato", potrebbe essere anche interpretato come una figura nascente dall'animale, richiamando simboli più antichi di fertilità terrestre che il serpente, essere ctonio, bene interpreta. In seguito, al biscione visconteo fu sovrapposta una corona d'oro. Nel XIV secolo, il poeta forlivese Giacomo Allegretti scrisse un carme sulla "bissa milanese".
La figura del biscione viene menzionata da Dante Alighieri nella Divina Commedia come:
(Dante Alighieri, Divina Commedia, ottavo canto del Purgatorio, v. 80)
I significati che si potrebbero associare a questi versi sono due: "l'esercito milanese si accampa solo dove fosse piantato il biscione", cioè lo stendardo dei Visconti, oppure "il biscione che i milanesi custodiscono nel loro campo militare".
Il biscione è oggi uno dei principali simboli di Milano, assieme alla Croce di San Giorgio, stemma del Comune dall'epoca medioevale, e la scrofa semilanuta. Il biscione è stato inserito, tra i tanti usi moderni, nel logo della casa automobilistica italiana Alfa Romeo, fondata a Milano nel 1910. "La bissa", altro appellativo dialettale dato dai milanesi al "biscione", è uno dei simboli dell'Inter, squadra di calcio milanese, ed è stato ripreso dalla società Fininvest, fondata nel 1978 da Silvio Berlusconi: in quest'ultimo caso la rappresentazione del fanciullo è stata "addolcita" sostituendo quest'ultimo con un fiore uscente dalla bocca del serpente, il tutto molto stilizzato. Fu usato per alcuni anni anche da Norditalia Assicurazioni.

Il primo logo di Canale 5, utilizzato dal 1980 al 1985

A volte viene accomunato alla figura mitologica del basilisco.

## Il biscione nell'araldica civica
In molti stemmi dei comuni che un tempo fecero parte del territorio del Ducato milanese visconteo/sforzesco è ancora oggi rappresentato il biscione, a testimonianza storica della loro dipendenza dallo Stato milanese o per il loro antico legame feudale ad uno dei tanti rami minori della casa dei Visconti. Eccone un elenco :
- Alessandria
  - Quargnento
- Asti
  - Asti, Rione San Silvestro
- Bergamo
  - Brignano Gera d'Adda
  - Castel Rozzone
  - Misano di Gera d'Adda
  - Pagazzano
- Brescia
  - Borgo San Giacomo
  - Maclodio
- Como
  - Carimate
  - Eupilio
  - Lomazzo
- Cremona
  - Azzanello
  - Castelvisconti
  - Corte de' Cortesi con Cignone
  - Piadena
  - Rivarolo del Re ed Uniti
- Lecco
  - Bellano
  - Cesana Brianza
- Lodi
  - Bertonico
  - Castelnuovo Bocca d'Adda
  - San Fiorano
- Mantova
  - Goito
- Milano
  - Arconate
  - Gessate
  - Gudo Visconti
  - Milano, retro del Gonfalone comunale
  - Motta Visconti
  - San Zenone al Lambro
- Monza e Brianza
  - Macherio
- Novara
  - Bogogno
  - Divignano
  - Fara Novarese
  - Invorio
  - Massino Visconti
  - Pisano
  - Oleggio Castello
- Parma
  - Montechiarugolo
- Pavia
  - Alagna
  - Casorate Primo
  - Certosa di Pavia
  - Marcignago
  - Santa Cristina e Bissone
  - Torrevecchia Pia
  - Zerbolò
- Sondrio
  - Ardenno
  - Grosotto
- Varese
  - Angera
  - Besnate
  - Besnate, Rione Bissun
  - Brusimpiano
  - Cassano Magnago
  - Cassano Valcuvia
  - Caronno Pertusella
  - Caronno Varesino
  - Cuvio
  - Fagnano Olona
  - Samarate
  - Tradate
  - Lonate Pozzolo, Rione Bissa
- Verbano-Cusio-Ossola
  - Brovello-Carpugnino
  - Mergozzo
- Ticino ( Svizzera)
  - Bellinzona (Città e Distretto)
  - Biasca
  - Bissone
  - Malvaglia, già comune, ora in Serravalle
  - Sant'Antonio, già comune, ora in Bellinzona

A seguito delle vicende storico-dinastiche legate alle famiglie Visconti e Sforza, il biscione figura quale parte dello stemma comunale anche di città e comuni dell'Europa centro-orientale:
- Baviera: Dachau
- Bielorussia: Pružany (città e distretto)
- Polonia: Dłutów; Sanok

Storicamente, figurò negli stemmi dei seguenti stati:
- Ducato di Milano (1395-1797)
- Ducato di Modena e di Reggio (1803-1806; 1814-1859)
- Regno d’Italia napoleonico (1805-1814)
- Regno Lombardo-Veneto (1815-1866).

## Il biscione nell'araldica gentilizia
Fu in uso nelle armi araldiche di alcuni sovrani francesi, spagnoli e austriaci, in quanto anche titolari del Ducato di Milano, tra essi:
- Luigi XII di Francia;
- Francesco I di Francia;
- Carlo V d'Asburgo;
- Filippo II di Spagna;
- Filippo III di Spagna;
- Filippo IV di Spagna;
- Carlo II di Spagna;
- Filippo V di Spagna;
- Maria Teresa d'Austria;
- Giuseppe II d'Asburgo-Lorena;
- Leopoldo II d'Asburgo-Lorena;
- Francesco II d'Asburgo-Lorena, che fu l'ultimo Duca di Milano dal 1792 alla deposizione nel 1796.

Il biscione figura anche nelle grandi armi e in quelle medie dell'Imperatore Ferdinando I d'Austria, nella sua veste di Re del Regno Lombardo-Veneto. Anche re Giovanni II d'Ungheria usò nel suo stemma il biscione, in quanto discendente di Bona Sforza.
Numerose altre famiglie nobili utilizzarono nei loro stemmi il biscione visconteo:
- Francesco I Gonzaga (tra il 1389 e il 1391);
- gli Arciduchi d'Austria (tra il 1815 e il 1866 circa), tra cui:
  - Carlo d'Asburgo-Teschen;
  - Guglielmo Francesco d'Asburgo-Teschen;
- gli Arciduchi d'Austria-Este, Duchi di Modena e Reggio:
  - Ferdinando d'Asburgo-Este;
  - Francesco IV di Modena;
  - Francesco V di Modena, ultimo sovrano;
  - Francesco Ferdinando d'Asburgo-Este, arciduca ereditario d'Austria e pretendente al trono di Modena;
  - Massimiliano d'Asburgo-Este.

Il biscione fu usato anche nelle bandiere della R. D. Brigata Estense.

### Esplicative
1. ↑  Una tradizione risalente a Galvano Fiamma (XIV secolo), vuole che tale stemma provenga dall'immagine raffigurata sull'elmo e sullo scudo di un saracino abbattuto da un Ottone Visconti durante la prima crociata. Si tratta però di un racconto inverosimile, al pari delle altre notizie di questo storico sulla partecipazione lombarda alla prima crociata (Giancarlo Andenna, Deus non voluit: i Lombardi alla prima crociata (1100-1101). Dal mito alla ricostruzione della realtà. Atti del Convegno Milano, 11-11 dicembre 1999, Milano, Vita e Pensiero, 2003, ISBN 88-343-0799-2, in partic. pp. 233-234). Un altro mito attribuisce l'origine del simbolo ad un analogo scontro tra Eriprando Visconti e un cavaliere tedesco nel 1034. La prima attestazione sicura del simbolo è il 1226, quando venne raffigurato sul pastorale, "ornato con vipere d'avorio", di Ardengo Visconti, abate del monastero di Sant'Ambrogio (Romussi 1927, vol. II, p. 245). Un'altra storia, inverosimile per anacronismo, è riferita dal Petrarca: il simbolo sarebbe stato adottato da Azzone Visconti, cui una vipera sarebbe entrata nell'elmo mentre riposava, ma ne sarebbe uscita, all'atto dell'indossarlo, a fauci spalancate, senza però morderlo. Andenna (cit.) ritiene verosimile l'origine da simboli vescovili raffiguranti un mostro marino che inghiotte Giona, simbolo della resurrezione.
2. ↑  L'aggiunta della corona d'oro venne concessa nel 1336 a Bruzio Visconti dai duchi d'Austria (Romussi, loc. cit.).

### Bibliografiche
1. ↑   Michel Pastoureau, Medioevo simbolico, Biblioteca Universale Laterza, 2007,  p. 361, nota nº 39, ISBN 978-88-420-8284-2.
2. ↑   Dario Scaricamazza, Il Biscione dei Visconti. La Lipsanoteca di Brescia e l'invenzione araldica, Preprint, 2022.
3. ↑   Domenico Consoli, accampare, in Enciclopedia dantesca, Istituto dell'Enciclopedia Italiana, 1970. URL consultato il 17 novembre 2017 (archiviato dall'url originale il 1º dicembre 2017).
4. ↑   L'araldica della Regione Lombardia, su consiglio.regione.lombardia.it, aprile 2007. URL consultato il 4 gennaio 2009 (archiviato dall'url originale il 23 febbraio 2009).
5. ↑   R. Stefanazzi Bossi, Primo censimento dell'Iconografia visconteo-sforzesca in Insubria, in: AA.VV., Il Ducale. La Bandiera della Lombardia. Atti del Convegno. Castello Visconti di San Vito, Somma Lombardo, 18 aprile 2015, suppl. alla rivista "Terra Insubre", Associazione Culturale Terra Insubre, Tip. Caregnato, Gerenzano (VA), 2016. ISSN 2283-5709.